# Aldona Rymsza
Aldona Rymsza (ur. 29 czerwca 1921 w Małyszkach zm. 2009) – łączniczka i sanitariuszka w 3 plutonie V Wileńskiej Brygady AK.

## Życiorys
Urodziła się w rodzinie szlacheckiej, a w młodości była harcerką. W czasie II Wojny Światowej była łączniczką i sanitariuszką w 3 plutonie V Wileńskiej Brygady AK. 12 czerwca 1944 roku w Sużanach wyszła za żołnierza Brygady Śmierci Antoniego ps. Maksa, a na ich ślubie świadkiem był Zygmunt Szendzielarz Łupaszko. Po rozwiązaniu Brygady ukrywała się, wraz z mężem pod nazwiskiem Wojtkowska, jednak w 1946 roku ujawniła się. Została aresztowana przez Urząd Bezpieczeństwa i mimo ciąży, była bita i torturowana. Jest pochowana z mężem i z synem w Prochowicach.

## Upamiętnienie
Stowarzyszenie Sympatyków Zagłębia Lubin „Zagłębie Fanatyków” z fanklubem z Prochowic stworzyli graffiti upamiętniające ją i jej męża w Prochowicach. Wydano jej i jej męża wspomnienia pod nazwą: Pod rozkazami Łupaszki. W Choczewie odbywa się Bieg Pamięci Tropem Wyklętych skupiony na upamiętnianiu jej i Antoniego Rymszy.